# Пленер
Пленер, од француске речи „plein-air“, што значи на ваздуху, на отвореном. Односи се на слике рађене у природи, односно ван атељеа, под ведрим небом.
Уметници су почели више да сликају у природи средином 19. века са појавом Барбизонске школе и Импресионизма, посебно након увођења боја у тубама.
Поборници овог начина стварања су били и
импресионисти као на пример:
- Клод Моне (Claude Monet),
- Камиј Писаро (Camille Pissarro), и
- Пјер Огист Реноар (Pierre-Auguste Renoir).